# Ceremoșna Volea, Liuboml
Ceremoșna Volea (în ucraineană Черемо́шна Во́ля) este un sat în comuna Nudîje din raionul Liuboml, regiunea Volînia, Ucraina.

## Demografie
Componența lingvistică a localității Ceremoșna Volea
     Ucraineană (99,77%)
     Alte limbi (0,23%)
Conform recensământului din 2001, majoritatea populației localității Ceremoșna Volea era vorbitoare de ucraineană (99,77%), existând în minoritate și vorbitori de alte limbi.